# Liste des députés de la XVe législature du Portugal
 (février 2022).
La mise en forme du texte ne suit pas les recommandations de Wikipédia : il faut le « wikifier ».
Les points d'amélioration suivants sont les cas les plus fréquents. Le détail des points à revoir est peut-être précisé sur la page de discussion.
- Les titres sont pré-formatés par le logiciel. Ils ne sont ni en capitales, ni en gras.
- Le texte ne doit pas être écrit en capitales (les noms de famille non plus), ni en gras, ni en italique, ni en « petit »…
- Le gras n'est utilisé que pour surligner le titre de l'article dans l'introduction, une seule fois.
- L'italique est rarement utilisé : mots en langue étrangère, titres d'œuvres, noms de bateaux, etc.
- Les citations ne sont pas en italique mais en corps de texte normal. Elles sont entourées par des guillemets français : « et ».
- Les listes à puces sont à éviter, des paragraphes rédigés étant largement préférés. Les tableaux sont à réserver à la présentation de données structurées (résultats, etc.).
- Les appels de note de bas de page (petits chiffres en exposant, introduits par l'outil «  Source ») sont à placer entre la fin de phrase et le point final[comme ça].
- Les liens internes (vers d'autres articles de Wikipédia) sont à choisir avec parcimonie. Créez des liens vers des articles approfondissant le sujet. Les termes génériques sans rapport avec le sujet sont à éviter, ainsi que les répétitions de liens vers un même terme.
- Les liens externes sont à placer uniquement dans une section « Liens externes », à la fin de l'article. Ces liens sont à choisir avec parcimonie suivant les règles définies. Si un lien sert de source à l'article, son insertion dans le texte est à faire par les notes de bas de page.
- La présentation des références doit suivre les conventions bibliographiques. Il est recommandé d'utiliser les modèles {{Ouvrage}}, {{Chapitre}}, {{Article}}, {{Lien web}} et/ou {{Bibliographie}}. Le mode d'édition visuel peut mettre en forme automatiquement les références.
- Insérer une infobox (cadre d'informations à droite) n'est pas obligatoire pour parachever la mise en page.

Pour une aide détaillée, merci de consulter Aide:Wikification.
Si vous pensez que ces points ont été résolus, vous pouvez retirer ce bandeau et améliorer la mise en forme d'un autre article.

Drapeau officiel de l'Assemblée de la République portugaise.

Voici une liste des députés à l'Assemblée de la République du Portugal, pendant la XVe législature de la Troisième République portugaise (qui débuta en 2022), ordonnées par ordre d'élection dans chaque circonscription.

## Liste de députés

### PS - Groupe parlementaire du parti socialiste (119 députés)
|                                                                |          |                 |               |                            |       |            |
| Grupo Parlamentar PS                                           |          |                 |               |                            |       |            |
| Nom (Naissance–Décès)                                          | Portrait | Début de mandat | Fin du mandat | Commissions parlementaires | Parti | Parti      |
| District des Açores (3)                                        |          |                 |               |                            |       |            |
| Francisco Miguel Vital Gomes do Vale César (1978–)             |          | —               | —             | —                          |       | Socialista |
| Sérgio Humberto Rocha de Ávila (1968–)                         |          | —               | —             | —                          |       | Socialista |
| Isabel Maria Duarte de Almeida Rodrigues (1965–)               |          | —               | —             | —                          |       | Socialista |
| District d'Aveiro (8)                                          |          |                 |               |                            |       |            |
| Pedro Nuno de Oliveira Santos (1977–)                          |          | —               | —             | —                          |       | Socialista |
| Cláudia Maria Cruz Santos (1971–)                              |          | —               | —             | —                          |       | Socialista |
| Carlos Filipe de Andrade Neto Brandão (1968–)                  |          | —               | —             | —                          |       | Socialista |
| Porfírio Simões de Carvalho e Silva (1961–)                    |          | —               | —             | —                          |       | Socialista |
| Susana Alexandra Lopes Correia (1976–)                         |          | —               | —             | —                          |       | Socialista |
| Hugo Daniel Matos Oliveira (1982–)                             |          | —               | —             | —                          |       | Socialista |
| Joana Isabel Martins Rigueiro de Sá Pereira (1993–)            |          | —               | —             | —                          |       | Socialista |
| Bruno Armando Aragão Henriques (1984–)                         |          | —               | —             | —                          |       | Socialista |
| District de Beja (2)                                           |          |                 |               |                            |       |            |
| Pedro Nuno Raposo Prazeres do Carmo (1971–)                    |          | —               | —             | —                          |       | Socialista |
| Nelson Domingos Brito (1975–)                                  |          | —               | —             | —                          |       | Socialista |
| District de Braga (9)                                          |          |                 |               |                            |       |            |
| José Luís Pereira Carneiro (1971–)                             |          | —               | —             | —                          |       | Socialista |
| Maria Elisabete da Silva Duarte Matos (1964–)                  |          | —               | —             | —                          |       | Socialista |
| Joaquim Barroso de Almeida Barreto (1950–)                     |          | —               | —             | —                          |       | Socialista |
| Hugo Alexandre Polido Pires (1979–)                            |          | —               | —             | —                          |       | Socialista |
| Palmira Maciel Fernandes da Costa (1961–)                      |          | —               | —             | —                          |       | Socialista |
| Luís Miguel de Freitas Marques Carvalho Soares (1983–)         |          | —               | —             | —                          |       | Socialista |
| Eduardo Salvador da Costa Oliveira (?–)                        |          | —               | —             | —                          |       | Socialista |
| Anabela Pimenta de Lima de Deus Real (?–)                      |          | —               | —             | —                          |       | Socialista |
| Pompeu Miguel Noval da Rocha Martins (1969–)                   |          | —               | —             | —                          |       | Socialista |
| District de Bragance (2)                                       |          |                 |               |                            |       |            |
| João Alberto Sobrinho Teixeira (1961–)                         |          | —               | —             | —                          |       | Socialista |
| Berta Ferreira Milheiro Nunes (1961–)                          |          | —               | —             | —                          |       | Socialista |
| District de Castelo Branco (3)                                 |          |                 |               |                            |       |            |
| Ana Maria Pereira Abrunhosa Trigueiros de Aragão (1970–)       |          | —               | —             | —                          |       | Socialista |
| João Paulo Marçal Lopes Catarino (1969–)                       |          | —               | —             | —                          |       | Socialista |
| Nuno Jorge Cardona Fazenda de Almeida (1976–)                  |          | —               | —             | —                          |       | Socialista |
| District de Coimbra (6)                                        |          |                 |               |                            |       |            |
| Marta Alexandra Fartura Braga Temido de Almeida Simões (1974–) |          | —               | —             | —                          |       | Socialista |
| Pedro Artur Barreirinhas Sales Guedes Coimbra (1973–)          |          | —               | —             | —                          |       | Socialista |
| Tiago Estevão Martins (1989–)                                  |          | —               | —             | —                          |       | Socialista |
| Raquel de Fátima Cardoso Ferreira (1969–)                      |          | —               | —             | —                          |       | Socialista |
| José Carlos Alexandrino Mendes (1955–)                         |          | —               | —             | —                          |       | Socialista |
| Ricardo Manuel Garrido Lino (1981–)                            |          | —               | —             | —                          |       | Socialista |
| District d'Évora (2)                                           |          |                 |               |                            |       |            |
| Luís Manuel Capoulas Santos (1951–)                            |          | —               | —             | —                          |       | Socialista |
| Norberto António Lopes Patinho (1954–)                         |          | —               | —             | —                          |       | Socialista |
| District de Faro (5)                                           |          |                 |               |                            |       |            |
| Jamila Bárbara Madeira e Madeira (1975–)                       |          | —               | —             | —                          |       | Socialista |
| Jorge Manuel do Nascimento Botelho (1967–)                     |          | —               | —             | —                          |       | Socialista |
| Luís Miguel da Graça Nunes (1972–)                             |          | —               | —             | —                          |       | Socialista |
| Isabel Cristina Andrez Guerreiro Bica (?–)                     |          | —               | —             | —                          |       | Socialista |
| Francisco José Pereira de Oliveira (1961–)                     |          | —               | —             | —                          |       | Socialista |
| District de Guarda (2)                                         |          |                 |               |                            |       |            |
| Ana Manuel Jerónimo Lopes Correia Mendes Godinho (1972–)       |          | —               | —             | —                          |       | Socialista |
| António Herminio Carvalho Monteirinho (?–)                     |          | —               | —             | —                          |       | Socialista |
| District de Leiria (5)                                         |          |                 |               |                            |       |            |
| António Lacerda Sales (1962–)                                  |          | —               | —             | —                          |       | Socialista |
| Eurico Jorge Nogueira Leite Brilhante Dias (1972–)             |          | —               | —             | —                          |       | Socialista |
| Catarina Teresa Rola Sarmento e Castro (1970–)                 |          | —               | —             | —                          |       | Socialista |
| Sara Maria Belo Velez (1973–)                                  |          | —               | —             | —                          |       | Socialista |
| Salvador Portugal Formiga (1975–)                              |          | —               | —             | —                          |       | Socialista |
| District de Lisbonne (21)                                      |          |                 |               |                            |       |            |
| António Luís Santos da Costa (1961–)                           |          | —               | —             | —                          |       | Socialista |
| Edite de Fátima Santos Marreiros Estrela (1949–)               |          | —               | —             | —                          |       | Socialista |
| Mariana Guimarães Vieira da Silva (1978–)                      |          | —               | —             | —                          |       | Socialista |
| José Duarte Piteira Rica Silvestre Cordeiro (1979–)            |          | —               | —             | —                          |       | Socialista |
| Fernando Medina Maciel Almeida Correia (1973–)                 |          | —               | —             | —                          |       | Socialista |
| Graça Maria da Fonseca Caetano Gonçalves (1971–)               |          | —               | —             | —                          |       | Socialista |
| Miguel de Oliveira Pires da Costa Matos (1994–)                |          | —               | —             | —                          |       | Socialista |
| Sérgio Alexandrino Monteiro do Monte (1956–)                   |          | —               | —             | —                          |       | Socialista |
| Maria da Luz Gameiro Beja Ferreira Rosinha (1948–)             |          | —               | —             | —                          |       | Socialista |
| Marcos da Cunha e Lorena Perestrello de Vasconcelos (1971–)    |          | —               | —             | —                          |       | Socialista |
| João Saldanha de Azevedo Galamba (1976–)                       |          | —               | —             | —                          |       | Socialista |
| Susana de Fátima Carvalho Amador (1967–)                       |          | —               | —             | —                          |       | Socialista |
| Sérgio Paulo Mendes de Sousa Pinto (1972–)                     |          | —               | —             | —                          |       | Socialista |
| Ana Sofia Pedroso Lopes Antunes (1981–)                        |          | —               | —             | —                          |       | Socialista |
| Pedro Filipe Mota Delgado Simões Alves (1980–)                 |          | —               | —             | —                          |       | Socialista |
| Maria de Fátima de Jesus Fonseca (?–)                          |          | —               | —             | —                          |       | Socialista |
| Isabel de Lima Mayer Alves Moreira (1976–)                     |          | —               | —             | —                          |       | Socialista |
| Pedro Miguel de Sousa Barrocas Martinho Cegonho (1978–)        |          | —               | —             | —                          |       | Socialista |
| Romualda Maria da Conceição Martins Nunes Fernandes (1954–)    |          | —               | —             | —                          |       | Socialista |
| Miguel Filipe Pardal Cabrita (1976–)                           |          | —               | —             | —                          |       | Socialista |
| Rita Mafalda Nobre Borges Madeira (1972–)                      |          | —               | —             | —                          |       | Socialista |
| District de Madère (3)                                         |          |                 |               |                            |       |            |
| Carlos João Pereira (1969–)                                    |          | —               | —             | —                          |       | Socialista |
| José Miguel Mafra Iglésias (?–)                                |          | —               | —             | —                          |       | Socialista |
| Marta Luísa de Freitas (1980–)                                 |          | —               | —             | —                          |       | Socialista |
| District de Portalegre (2)                                     |          |                 |               |                            |       |            |
| Ricardo Miguel Furtado Pinheiro (1980–)                        |          | —               | —             | —                          |       | Socialista |
| Eduardo Miguel Oliveira Alves (?–)                             |          | —               | —             | —                          |       | Socialista |
| District de Porto (19)                                         |          |                 |               |                            |       |            |
| Alexandre Tiedke Quintanilha (1945–)                           |          | —               | —             | —                          |       | Socialista |
| Maria do Rosário Gambôa Lopes de Carvalho (1956–)              |          | —               | —             | —                          |       | Socialista |
| João Pedro Soeiro de Matos Fernandes (1967–)                   |          | —               | —             | —                          |       | Socialista |
| Maria Isabel Solnado Porto Oneto (1959–)                       |          | —               | —             | —                          |       | Socialista |
| João Paulo Moreira Correia (1976–)                             |          | —               | —             | —                          |       | Socialista |
| Ana Paula Mata Bernardo (?–)                                   |          | —               | —             | —                          |       | Socialista |
| João Veloso da Silva Torres (1986–)                            |          | —               | —             | —                          |       | Socialista |
| Tiago Barbosa Ribeiro (1983–)                                  |          | —               | —             | —                          |       | Socialista |
| Cristina Maria Mendes da Silva (1966–)                         |          | —               | —             | —                          |       | Socialista |
| Eduardo Nuno Rodrigues e Pinheiro (1979–)                      |          | —               | —             | —                          |       | Socialista |
| Hugo Miguel Costa Carvalho (1987–)                             |          | —               | —             | —                          |       | Socialista |
| Joana Fernanda Ferreira Lima (1963–)                           |          | —               | —             | —                          |       | Socialista |
| Rui Carlos Morais Lage (1975–)                                 |          | —               | —             | —                          |       | Socialista |
| Carlos Alberto Silva Brás (1968–)                              |          | —               | —             | —                          |       | Socialista |
| Patrícia Monte Pinto Ribeiro Faro (1972–)                      |          | —               | —             | —                          |       | Socialista |
| Carla Alexandra Magalhães de Sousa (1970–)                     |          | —               | —             | —                          |       | Socialista |
| Miguel dos Santos Rodrigues (?–)                               |          | —               | —             | —                          |       | Socialista |
| Isabel Sofia Alves de Andrade (1988–)                          |          | —               | —             | —                          |       | Socialista |
| José Carlos Ribeiro Barbosa (?–)                               |          | —               | —             | —                          |       | Socialista |
| District de Santarém (5)                                       |          |                 |               |                            |       |            |
| Alexandra Ludomila Ribeiro Fernandes Leitão (1973–)            |          | —               | —             | —                          |       | Socialista |
| Hugo Miguel Carvalheiro dos Santos Costa (1983–)               |          | —               | —             | —                          |       | Socialista |
| Maria do Céu de Oliveira Antunes (1970–)                       |          | —               | —             | —                          |       | Socialista |
| Mara Lúcia Lagriminha Coelho (1985–)                           |          | —               | —             | —                          |       | Socialista |
| Manuel António dos Santos Afonso (1950–)                       |          | —               | —             | —                          |       | Socialista |
| District de Setúbal (10)                                       |          |                 |               |                            |       |            |
| Ana Catarina Veiga dos Santos Mendonça Mendes (1973–)          |          | —               | —             | —                          |       | Socialista |
| João Titterington Gomes Cravinho (1964–)                       |          | —               | —             | —                          |       | Socialista |
| Eurídice Maria de Sousa Pereira (1962–)                        |          | —               | —             | —                          |       | Socialista |
| Jorge Filipe Teixeira Seguro Sanches (1965–)                   |          | —               | —             | —                          |       | Socialista |
| António Manuel Veiga dos Santos Mendonça Mendes (1976–)        |          | —               | —             | —                          |       | Socialista |
| Maria Antónia Moreno Areias de Almeida Santos (1962–)          |          | —               | —             | —                          |       | Socialista |
| André Alexandre Pinotes Batista (1984–)                        |          | —               | —             | —                          |       | Socialista |
| Clarisse Maria Gaudino Veredas Campos (1963–)                  |          | —               | —             | —                          |       | Socialista |
| Fernando Miguel Catarino José (1972–)                          |          | —               | —             | —                          |       | Socialista |
| Ivan Costa Gonçalves (1987–)                                   |          | —               | —             | —                          |       | Socialista |
| District de Viana do Castelo (3)                               |          |                 |               |                            |       |            |
| Tiago Brandão Rodrigues (1977–)                                |          | —               | —             | —                          |       | Socialista |
| Marina Sola Gonçalves (1988–)                                  |          | —               | —             | —                          |       | Socialista |
| José Maria da Cunha Costa (1961–)                              |          | —               | —             | —                          |       | Socialista |
| District de Vila Real (3)                                      |          |                 |               |                            |       |            |
| Francisco José Ferreira da Rocha (1967–)                       |          | —               | —             | —                          |       | Socialista |
| Fátima Liliana Fontes Correia Pinto (?–)                       |          | —               | —             | —                          |       | Socialista |
| Agostinho Gonçalves Alves da Santa (1957–)                     |          | —               | —             | —                          |       | Socialista |
| District de Viseu (4)                                          |          |                 |               |                            |       |            |
| João Nuno Ferreira Gonçalves Azevedo (1974–)                   |          | —               | —             | —                          |       | Socialista |
| Lúcia Fernanda Ferreira Araújo da Silva (1964–)                |          | —               | —             | —                          |       | Socialista |
| José Rui Alves Duarte da Cruz (1966–)                          |          | —               | —             | —                          |       | Socialista |
| João Paulo de Loureiro Rebelo (1974–)                          |          | —               | —             | —                          |       | Socialista |

### CH - Grupo Parlamentar do CHEGA (12 députés)
|                                                    |          |                 |               |                            |       |       |
| Grupo Parlamentar CH                               |          |                 |               |                            |       |       |
| Nom (Naissance–Décès)                              | Portrait | Début de mandat | Fin du mandat | Commissions parlementaires | Parti | Parti |
| District d'Aveiro (1)                              |          |                 |               |                            |       |       |
| Jorge Manuel de Valsassina Galveias Rodrigues (?–) |          | —               | —             | —                          |       | CHEGA |
| District de Braga (1)                              |          |                 |               |                            |       |       |
| António Filipe Dias Melo Peixoto (1988–)           |          | —               | —             | —                          |       | CHEGA |
| District de Faro (1)                               |          |                 |               |                            |       |       |
| Pedro Miguel Soares Pinto (1977–)                  |          | —               | —             | —                          |       | CHEGA |
| District de Faro (1)                               |          |                 |               |                            |       |       |
| Gabriel Sérgio Mithá Ribeiro (1965–)               |          | —               | —             | —                          |       | CHEGA |
| District de Lisbonne (4)                           |          |                 |               |                            |       |       |
| André Claro Amaral Ventura (1983–)                 |          | —               | —             | —                          |       | CHEGA |
| Rui Paulo Duque Sousa (1967–)                      |          | —               | —             | —                          |       | CHEGA |
| Rita Maria Cid Matias (1998–)                      |          | —               | —             | —                          |       | CHEGA |
| Pedro Manuel de Andrade Pessanha Fernandes (1966–) |          | —               | —             | —                          |       | CHEGA |
| District de Porto (2)                              |          |                 |               |                            |       |       |
| Rui Pedro da Silva Afonso (1979–)                  |          | —               | —             | —                          |       | CHEGA |
| Diogo Velez Mouta Pacheco de Amorim (1949–)        |          | —               | —             | —                          |       | CHEGA |
| District de Santarém (1)                           |          |                 |               |                            |       |       |
| Pedro Saraiva Gonçalves dos Santos Frazão (1975–)  |          | —               | —             | —                          |       | CHEGA |
| District de Setúbal (1)                            |          |                 |               |                            |       |       |
| Bruno Miguel de Oliveira Nunes (1976–)             |          | —               | —             | —                          |       | CHEGA |

### IL - Groupe parlementaire de l'initiative libérale (8 députés)
|                                                           |          |                 |               |                            |       |         |
| Grupo Parlamentar IL                                      |          |                 |               |                            |       |         |
| Nom (Naissance–Décès)                                     | Portrait | Début de mandat | Fin du mandat | Commissions parlementaires | Parti | Parti   |
| District de Braga (1)                                     |          |                 |               |                            |       |         |
| Rui Nuno de Oliveira Garcia da Rocha (1970–)              |          | —               | —             | —                          |       | Liberal |
| District de Lisbonne (4)                                  |          |                 |               |                            |       |         |
| João Fernando Cotrim de Figueiredo (1961–)                |          | —               | —             | —                          |       | Liberal |
| Carla Maria Proença de Castro Charters de Azevedo (1978–) |          | —               | —             | —                          |       | Liberal |
| Rodrigo Miguel Dias Saraiva (1976–)                       |          | —               | —             | —                          |       | Liberal |
| Bernardo Alves Martinho Amaral Blanco (1995–)             |          | —               | —             | —                          |       | Liberal |
| District de Porto (2)                                     |          |                 |               |                            |       |         |
| Carlos Manuel Guimarães Oliveira Pinto (1983–)            |          | —               | —             | —                          |       | Liberal |
| Ana Patrícia Costa Gilvaz (1997–)                         |          | —               | —             | —                          |       | Liberal |
| District de Setúbal (1)                                   |          |                 |               |                            |       |         |
| Joana Rita Madaleno Cordeiro (1984–)                      |          | —               | —             | —                          |       | Liberal |

### PCP - Groupe parlementaire du parti communiste portugais (6 députés)
|                                                         |          |                 |               |                            |       |           |
| Grupo Parlamentar PCP                                   |          |                 |               |                            |       |           |
| Nom (Naissance–Décès)                                   | Portrait | Début de mandat | Fin du mandat | Commissions parlementaires | Parti | Parti     |
| District de Beja (1)                                    |          |                 |               |                            |       |           |
| João Manuel Ildefonso Dias (1973–)                      |          | —               | —             | —                          |       | Comunista |
| District de Lisbonne (2)                                |          |                 |               |                            |       |           |
| Jerónimo Carvalho de Sousa (1947–)                      |          | —               | —             | —                          |       | Comunista |
| Alma Benedetti Croce Rivera (1991–)                     |          | —               | —             | —                          |       | Comunista |
| District de Porto (1)                                   |          |                 |               |                            |       |           |
| Diana Jorge Martins Ferreira (1981–)                    |          | —               | —             | —                          |       | Comunista |
| District de Setúbal (2)                                 |          |                 |               |                            |       |           |
| Paula Alexandra Sobral Guerreiro Santos Barbosa (1980–) |          | —               | —             | —                          |       | Comunista |
| Bruno Ramos Dias (1976–)                                |          | —               | —             | —                          |       | Comunista |

### BE - Groupe parlementaire Bloc de gauche (5 députés)
|                                               |          |                 |               |                            |       |          |
| Groupe parlementaire BE                       |          |                 |               |                            |       |          |
| Nom (Naissance–Décès)                         | Portrait | Début de mandat | Fin du mandat | Commissions parlementaires | Parti | Parti    |
| District de Lisbonne (2)                      |          |                 |               |                            |       |          |
| Mariana Rodrigues Mortágua (1986–)            |          | —               | —             | —                          |       | Blociste |
| Pedro Filipe Gomes Soares (1979–)             |          | —               | —             | —                          |       | Blociste |
| District de Porto (2)                         |          |                 |               |                            |       |          |
| Catarina Soares Martins (1973–)               |          | —               | —             | —                          |       | Blociste |
| José Borges de Araújo de Moura Soeiro (1984–) |          | —               | —             | —                          |       | Blociste |
| District de Setúbal (1)                       |          |                 |               |                            |       |          |
| Joana Rodrigues Mortágua (1986–)              |          | —               | —             | —                          |       | Blociste |

### PAN - Pessoas–Animais–Natureza (1 député)
|                                                              |          |                 |               |                            |       |                          |
| PAN                                                          |          |                 |               |                            |       |                          |
| Nom (Naissance–Décès)                                        | Portrait | Début de mandat | Fin du mandat | Commissions parlementaires | Parti | Parti                    |
| District de Lisbonne (1)                                     |          |                 |               |                            |       |                          |
| Paula Inês Alves de Sousa Real (1980–) Deputée unique de PAN |          | —               | —             |                            |       | Pessoas–Animais–Natureza |

### L - LIVRE (1 député)
|                                                                 |          |                 |               |                            |       |       |
| L                                                               |          |                 |               |                            |       |       |
| Député (Naissance–Mort)                                         | Portrait | Début de mandat | Fin de mandat | Commissions parlementaires | Parti | Parti |
| District de Lisbonne (1)                                        |          |                 |               |                            |       |       |
| Rui Miguel Marcelino Tavares Pereira (1972–) Député unique de L |          | —               | —             |                            |       | L     |